# Schäferei (Wilhelmsthal)
Schäferei ist ein Gemeindeteil der Gemeinde Wilhelmsthal im Landkreis Kronach (Oberfranken, Bayern).

## Geographie
Das Dorf Schäferei ist eine auf der Sattelebene befindliche Streusiedlung. Die Kreisstraße KC 28 führt nach Eibenberg (0,9 km südwestlich) bzw. zur Kreisstraße KC 21 (3,3 km nordöstlich) zwischen Birnbaum im Norden und Neufang im Süden.

## Geschichte
Gegen Ende des 18. Jahrhunderts gehörte „Schäferei ufm Roßlach“ zur Realgemeinde Neufang. Das Hochgericht übte das bambergische Centamt Kronach aus. Das Schafhaus gehörte der Gemeinde Neufang.
Mit dem Gemeindeedikt wurde Schäferei dem 1808 gebildeten Steuerdistrikt Neufang und der 1818 gebildeten Ruralgemeinde Neufang zugewiesen. Ab den 1880er Jahren zählte auch der Ort Roßlach zum Gemeindeteil. Am 1. Januar 1978 wurde Schäferei im Zuge der Gebietsreform in Bayern in die Gemeinde Wilhelmsthal eingegliedert.

### Einwohnerentwicklung
| Jahr      | 001818 | 001861 | 001871 | 001885 | 001900 | 001925 | 001950 | 001961 | 001970 | 001987 |
| Einwohner | 8      | 7      | 10     | 41     | 34     | 44     | 47     | 43     | 35     | 52     |
| Häuser    | 3      |        |        | 5      | 6      | 7      | 7      | 9      |        | 13     |
| Quelle    | [ 5 ]  | [ 7 ]  | [ 8 ]  | [ 9 ]  | [ 10 ] | [ 11 ] | [ 12 ] | [ 13 ] | [ 14 ] | [ 1 ]  |

## Religion
Der Ort ist römisch-katholisch geprägt und nach St. Laurentius in Neufang gepfarrt.